# Ferry Amami (Schiff, 2006)
Die Ferry Amami (japanisch フェリーあまみ) ist ein 2006 in Dienst gestelltes Fährschiff der japanischen Reederei Amami Kaiun. Sie steht auf der Strecke von Kagoshima nach Kikaijima, Amami-Ōshima und Tokunoshima im Einsatz.

## Geschichte
Die Ferry Amami wurde als bereits drittes Schiff dieses Namens am 5. August 2005 unter der Baunummer 1120 in der Werft von Mitsubishi Heavy Industries in Shimonoseki auf Kiel gelegt und lief am 13. Januar 2006 vom Stapel. Nach der Ablieferung an Amami Kaiun (einer Tochtergesellschaft der Reederei A-Line Ferry) am 31. März 2006 nahm sie am 4. April den Fährdienst von Kagoshima zu den Inseln Kikaijima, Amami-Ōshima und Tokunoshima auf. Sie ersetzte hierbei die 1989 in Dienst gestellte, zweite Ferry Amami.
Gemeinsam mit der 2015 in Dienst gestellten Ferry Kikai bietet die Ferry Amami drei wöchentliche Abfahrten von Kagoshima an. Die Überfahrt dauert knapp neunzehn Stunden, für die Rückfahrt wird eine Reisedauer von knapp zwanzig Stunden angegeben.
Die Passagiere an Bord der Ferry Amami sind in Kabinen und Schlafsälen der Ersten und Zweiten Klasse untergebracht. Die Unterkünfte der Ersten Klasse bestehen aus Zweibett-Kabinen mit eigener Dusche und WC. Die Fahrgäste der Zweiten Klasse reisen in Kabinen mit Etagenbetten und Schlafbetten für bis zu 8 Personen oder in einem der fünf Schlafsälen im japanischen Stil mit Liegematten für insgesamt 189 Personen. Neben einem Bordrestaurant verfügt die Ferry Amami über Duschräume für die Passagiere.